# Лайтсе
Ла́йтсе (эст. Laitse) — деревня на севере Эстонии  в волости Сауэ уезда Харьюмаа.
До административной реформы местных самоуправлений Эстонии 2017 года входила в состав волости Керну. Старейшина деревни — Райли Канн (Raili Kann).

## География
Деревня расположена в 22 километрах к юго-западу от уездного центра — Таллина, и в 16 километрах от волостного центра — города Сауэ, недалеко от шоссе Ээсмяэ—Хаапсалу. Высота над уровнем моря — 43 метра.
Дорога Муналаскме—Лайтсе (Munalaskme-Laitse tee) деревню пополам. На западе граничит с деревнями Ванси, Хингу и Каазику, на юге с Похла, на востоке с Кабила и Руйла, на севере — с волостью Вазалемма. Граница с волостью Вазалемма и деревней Кабила проходит по реке Вазалемма. Железнодорожная станция Лайтсе расположена в деревне Каазику.
Деревня находится в западной области Северо-Эстонского глинта, в чистом природном месте, среди грибных лесов.

## Население
По данным переписи населения 2011 года в деревне проживали 412 человек, из них 357 (86,7 %) — эстонцы.
По данным переписи населения 2021 года, в деревне проживали 432 человека, из них 395 (91,4 %) — эстонцы.
Численность населения деревни Лайтсе:
| Год  | 1977 | 2000   | 2011   | 2017  | 2021           |
| ---- | ---- | ------ | ------ | ----- | -------------- |
| Чел. | 321  | ↘ 244* | ↗ 412* | ↘ 363 | ↗ 380 (↗ 432*) |

* По данным переписей населения
По состоянию на 2011 год 23 % жителей деревни проживали в ней с рождения, 77 % приехали позже.

## История
Деревня впервые упомянута в хронике Генриха Латвийского в 1219 году. Поселение в ней упоминается под названием Ladise. В письменных источниках 1241 года упоминается как Laidus, 1365 года — Laydis, 1653 года — Лающина.
В 1637 году в Лайтсе была основана мыза. С XVII по XIX век поместье принадлежало многим дворянским семействам. Нынешнее главное здание (господский дом) мызы было построено в 1892 году. Оно внесено в Государственный регистр памятников культуры Эстонии.
В 1930-х годах на территории бывшей мызы была построена радиостанция Эстонского радио, которая транслировала передачи на эстонском языке на весь мир. Здание мызы использовалось для проживания работников станции и подсобных помещений.
В советское время земли Лайтсе входили в Руйлаское отделение совхоза «Хайба». В конце 1940-х годов в деревне находилась строительная школа Лайтсе.
В 1970 году на территории Лайтсе, а также территориях современных деревень Каазику и Кибуна началось строительство дачных кооперативов для таллинских рабочих и служащих.
С 1920-х годов Лайтсе имела статус поселения, в 1977 году получила статус деревни и в том же году, в ходе кампании по укрупнению деревень, с ней была объединена Мяэкюла (эст. Mäeküla), которая появилась на картах как деревня с 1930 года.
Радиостанция в Лайтсе прекратила свою работу в 1998 году. Директор эстонского радио Отть Уммель аргументировал закрытие тем, что качество FM-радио намного выше, а эксплуатация дешевле. Международное же вещание эстонских радиопередач утратило свою актуальность, так как все они стали доступны в интернете.
В настоящее время в главном здании бывшей мызы располагается отель и ресторан «Лайтсе лоссь» (Laitse loss, с эст. — «Замок Лайтсе»).

## Инфраструктура
Жители деревни проживают в многоквартирных домах, построенных бывшим колхозом, в частных домах и на дачах, перестроенных для круглогодичного проживания. В центре деревни находятся два буровых колодца, которые снабжают питьевой водой общественный водопровод. Здания в центре деревни имеют общую канализацию, которая по итогам анализа 2011 года была сильно амортизирована и требовала реновации. В деревне есть магазин. Отсутствует банковская контора и банковский автомат, но в магазине и ресторане мызы есть возможность оплаты при помощи банковской карточки. Есть библиотека и интернет-связь.
Самыми крупными работодателями в деревне являются Laitse Loss OÜ (ООО «Замок Лайтсе»: отель, ресторан, магазин, организация культурных мероприятий) и Skulptuurigalerii OÜ (организация культурных мероприятий и предоставление услуг ночлега). Работает одно предприятие по изготовлению бревенчатых домов. Большинство жителей работоспособного возраста ездят на работу в Таллин и Кейла, а также в другие населённые пункты волости.
В программе развития деревни на 2011—2021 годы предусмотрено строительство детского сада, тротуаров, игровых и спортивных площадок; перенос оживлённой междугородней дороги из центра деревни в сторону ферм; реновирование фасадов квартирных домов в центре деревни и мызного сада; улучшение уличного освещения; создание ухоженных газонов. Так как молодёжь в основном покидает деревню, и в деревне насчитывается много безработных и пенсионеров, необходимы меры по оживлению малого предпринимательства.

## Достопримечательности
К достопримечательностям деревни относятся:
— замок Лайтсе и парк мызы Лайтсе (внесены в Государственный регистр памятников культуры Эстонии);
— жертвенный источник и
— кладбище 30-х годов XX века. На маленькое (70—80 х 100 м) кладбище ведёт берёзовая аллея, в его центре расположена часовня из силикатного кирпича.
— в 2020 году рядом с Лайтсе была построена астрономическая обсерватория, которая получила название Народной.
Источник и кладбище также внесены в Государственный регистр памятников культуры: первый представляет археологическую, второй — историческую ценность.

## Галерея
- Продуктовый магазин
- Гостевой дом
- Замок Лайтсе
- «Белая» часовня, построена и освящена в 2013 году
- Жертвенный источник